# Архиепархия Мюнхена и Фрайзинга
Архиепархия Мюнхена и Фрайзинга (лат. Archidioecesis Monacensis et Frisingensis) — архиепархия Римско-Католической церкви с центром в городе Мюнхен, Германия. В митрополию Мюнхена и Фрайзинга входят епархии Аугсбурга, Пассау и Регенсбурга. Кафедральным собором архиепархии Мюнхена и Фрайзинга является церковь Пресвятой Девы Марии. В Фрайзинге находится сокафедральный собор Пресвятой Девы Марии и Святого Корбиниана.

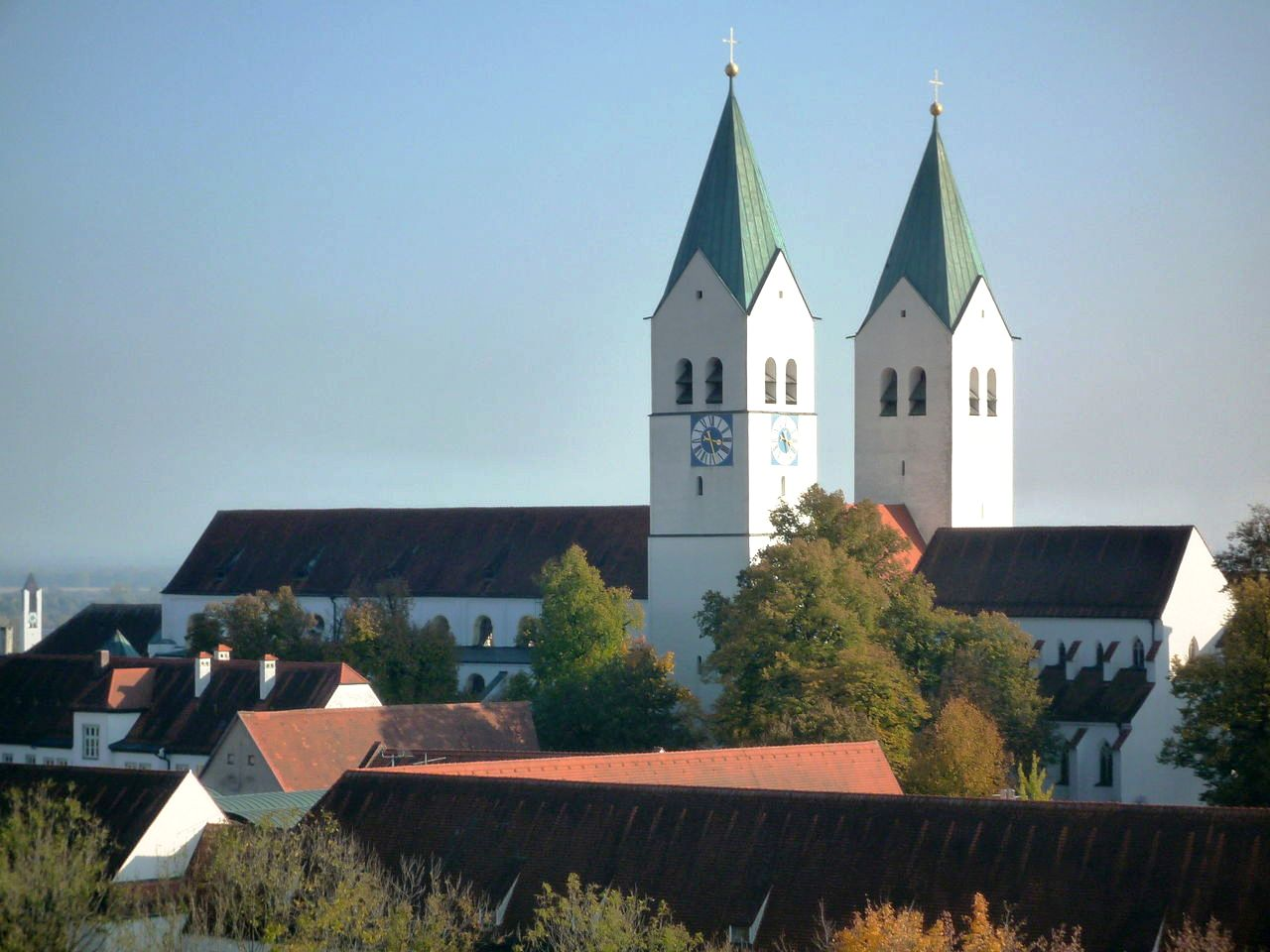
собор Пресвятой Девы Марии и Святого Корбиниана, Фрайзинг, Германия

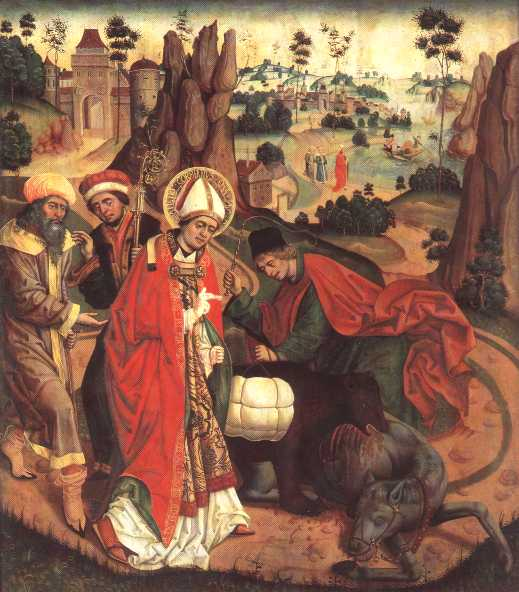
Святой Корбиниан

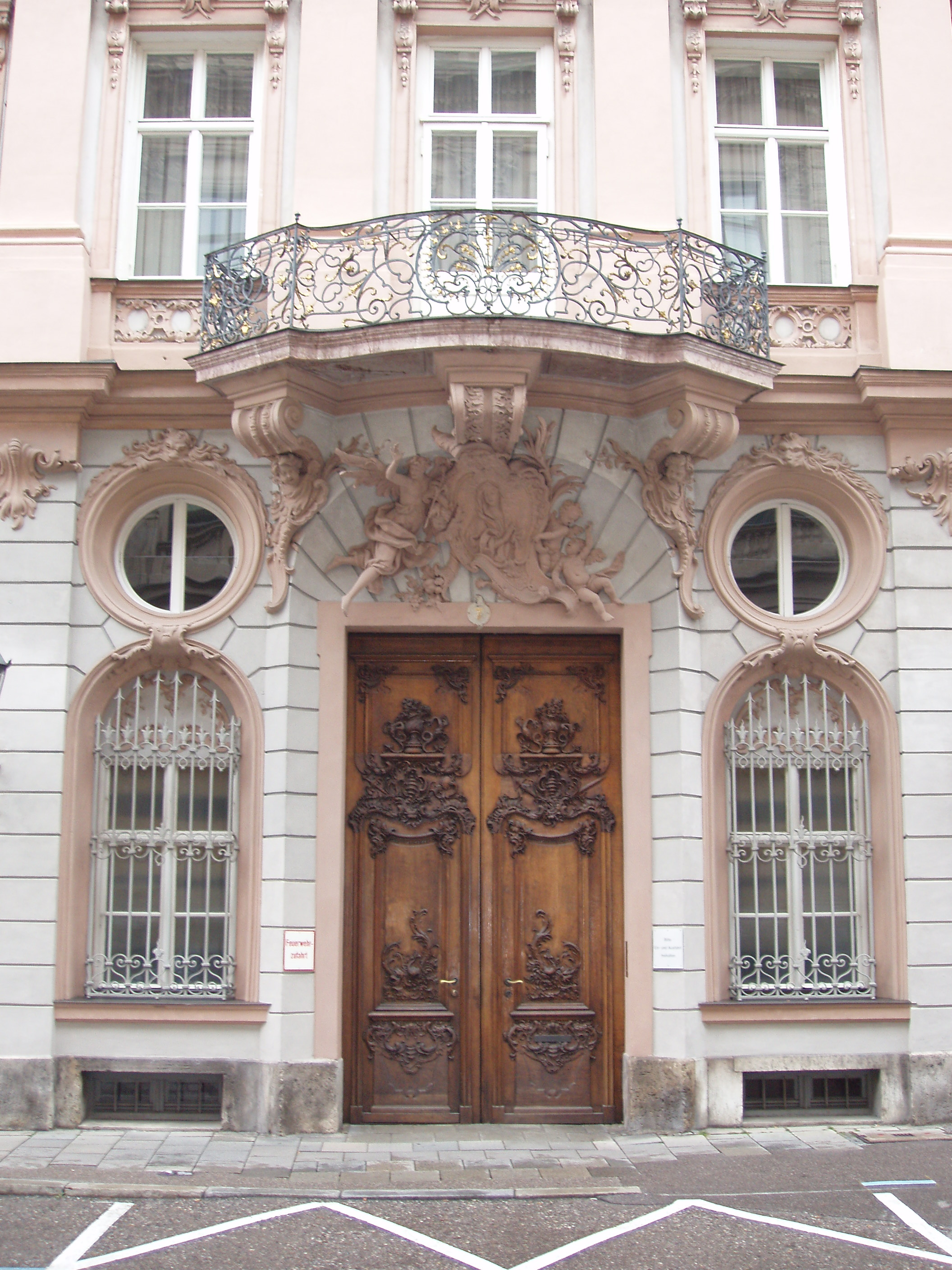
Дворец Хольнштайн — резиденция архиепископов Мюнхена и Фрайзинга

## История
В 716 году в Баварию прибыл святой Корбиниан, чтобы основать здесь приходы Католической церкви. В 739 году святой Бонифаций основал во Фрайзинге католическую епархию.
С 1239 года епископы Фрайзинга имели светскую власть. Епархия Фрайзинга распространяла свою юрисдикцию на большую территорию, включая современный итальянский город Сан-Кандидо. В средние века епархия Фрайзинга входила в митрополию Зальцбурга.
В 1803 году епархия Фрайзинга была упразднена в результате германской медиатизации. В 1817 году, после конкордата Ватикана с Баварией, было решено воссоздать епархию Фрайзинга в ранге архиепархии под новым названием Архиепархия Мюнхена и Фрайзинга. Планировалось включить в территорию архиепархии Мюнхена и Фрайзинга территорию упразднённой епархии Кимзе. Архиепархия Мюнхена и Фрайзинга была канонически учреждена 1 апреля 1818 года буллой Dei ac Domini Nostri Римского папы Пия VII.
В феврале 1818 года первым архиепископом Мюнхена и Фрайзинга был назначен Лотар Ансельм фон Гебсаттель, однако из-за разногласий между Ватиканом и местными властями он занял свою кафедру только 15 августа 1821 года. Кафедральным собором архиепархии стал Собор Пресвятой Девы Марии. Свою резиденцию архиепископ разместил во дворце Хольнштайн.

## Ординарии архиепархии

### Ординарии епархии Фрайзинга
- епископ святой Корбиниан Фрайзингский (724 — † 8.09.730)
- епископ Эремберт (730 — † 1.01.749)
- епископ Иосиф Веронский (март 749 — † 17.01.764)
- епископ Арибо (764 — † 4.05.784)
- епископ Атто (июнь 784 — † 27.09.810)
- епископ Гитто (811 — † 11.12.834)
- епископ Эрханберт (29.01.835 — † 11.01.854)
- епископ Анно (1.03.854 — † 9.10.875)
- епископ Арнольд (4.12.875 — † 22.09.883)
- епископ Вальдо (19.10.883 — † 18.05.906)
- епископ Уто (июнь 906 — † 28.06.907)
- епископ Драхольф (февраль 908 — † 24.05.926)
- епископ Вольфрам (10.12.926 — † июль 938)
- епископ блаженный Лантперт (28.08.938 — † 19.09.957)
- епископ Авраам (декабрь 957 — † 7.06.993)
- епископ Готшальк фон Хагенау (1.09.993 — † 6.05.1006)
- епископ Эгильберт фон Мосбург (июль 1006 — † 4.11.1039)
- епископ Ниткер (2.12.1039 — † 13.04.1052)
- епископ Элленхард (3.07.1052 — † 11.03.1078)
- епископ Мегинвард (22.03.1078 — † 28.04.1098)
- епископ Генрих I фон Фрайзинг (28.06.1098 — † 9.10.1137)
- епископ Оттон Фрейзингский (1138—1158)
- епископ Альберт I фон Хартхаузен (22.11.1158 — † 11.11.1184)
- епископ Отто II вон Берг (декабрь 1184 — † 17.03.1220)
- епископ Герольд фон Вальдек (20.04.1220 — 1230)
- епископ Конрад I фон Тёльц-унд-Хоэнбург (24.10.1230 — † 18.01.1258)
- епископ Конрад II Вильдграф фон Даун (апрель 1258 — † 29.04.1278)
- епископ Фридрих фон Монтальан (13.01.1280 — † 8.12.1282)
- епископ Эмихо Вильграф фон Виттельсбах (24.01.1283 — † 28.07.1311)
- епископ Готфрид фон Хексенаггер (1.09.1311 — † 27.08.1314)
- епископ Конрад III дер Зендлингер (3.10.1314 — † 12.04.1322)
- епископ Иоганн I Вульфинг (23.12.1323 — † 25.04.1324)
- епископ Конрад IV фон Клингенберг (5.07.1324 — † 8.04.1340)
- епископ Иоганн II Хаке (10.10.1341 — † 1349)
- епископ Альберт II фон Хоэнберг (7.10.1349 — † 25.04.1359)
- епископ Пауль фон Егерндорф (15.05.1359 — 1377)
- епископ Леопольд фон Штурмберг (апрель 1378 — † 5.08.1381)
- епископ Бертольд фон Вехинген (20.09.1381 — † 7.09.1410)
- епископ Конрад V фон Хебенштрайт (23.03.1411 — † 1412)
- епископ Герман фон Цилли (26.07.1412 — † 1421)
- епископ Никодемус делла Скала (1422 — † 13.08.1443)
- епископ Генрих II Шлик (11.09.1443 — 15.01.1448)
- епископ Иоганн III Грюнвальдер (15.01.1448 — † 2.12.1452)
- епископ Иоганн IV Тульбек (9.03.1453 — ноябрь 1473)
- епископ Сикстус фон Таннберг (12.01.1474 — † 14.07.1495)
- священник Рупрехт Пфальцский (8.02.1496 — 3.12.1498), избранный епископ
- епископ Филипп Пфальцский (3.12.1498 — † 5.01.1541)
- епископ Генрих Пфальцский (5.01.1541 — † 3.01.1552)
- епископ Лео Лёш фон Хилькертсхаузен (11.05.1552 — † 8.04.1559)
- епископ Мориц фон Зандицелль (13.03.1560 — 18.10.1566)
- епископ Эрнст Баварский (23.12.1566 — † 17.02.1612)
- епископ Стефан фон Зайбольсдорф (7.03.1613 — † 16.01.1618)
- епископ Файт Адам фон Гепекх (14.05.1618 — † 8.12.1651)
- священник Альбрехт Сигизмунд Баварский (8.12.1651 — † 5.11.1685), избранный епископ
- епископ Иосиф Клеменс Баварский (4.11.1685 — 29.09.1694)
- епископ Иоганн Франц Экхер фон Капфинг-унд-Лихтенек (30.01.1696 — † 23.02.1727)
- кардинал Иоганн Теодор Баварский (23.02.1727 — † 27.01.1763)
- епископ Клеменс Венцеслав Саксонский (22.08.1763 — 20.08.1768), назначен епископом Аугсбурга
- епископ Людвиг Иосиф фон Вельден (12.06.1769 — † 15.03.1788)
- епископ Максимилиан Прокоп фон Тёрринг-Еттенбах (15.09.1788 — † 30.12.1789)
- епископ Иосиф Конрад фон Шроффенберг (21.06.1790 — † 4.04.1803)
  - Sede vacante (1803—1818)
  - священник Иосиф Якоб фон Хеккенсталлер (14.04.1803 — 16.02.1818), апостольский администратор
  - Епархия упразднена

### Ординарии архиепархии Мюнхена и Фрайзинга

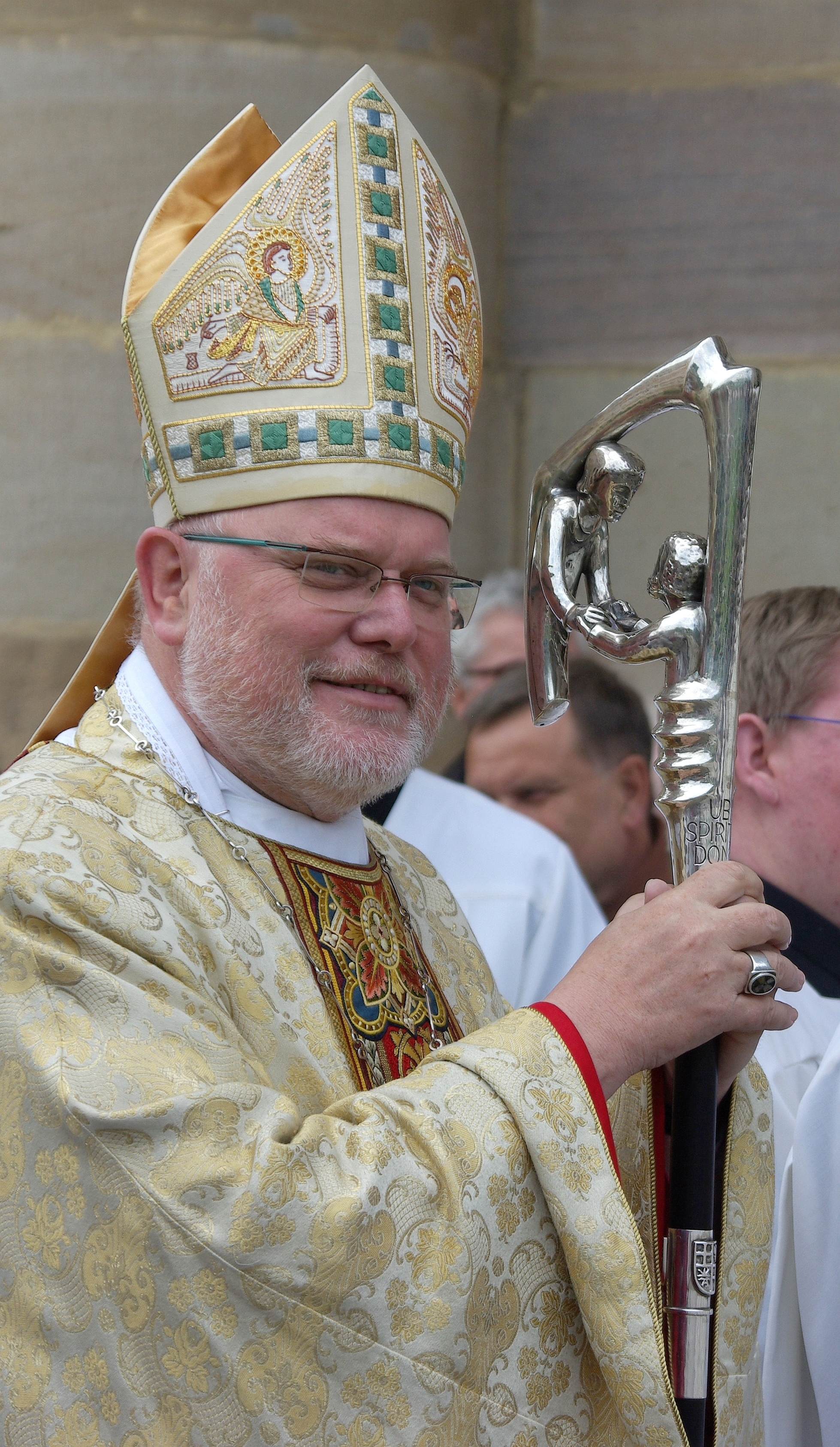
Кардинал Рейнхард Маркс — современный ординарий архиепархии Мюнхена и Фрайзинга

- архиепископ Лотар Ансельм фон Гебсаттель (25.05.1818 — † 1.10.1846)
- кардинал граф Карл Август фон Райзах (1.10.1846 — 19.06.1856)
- архиепископ Грегор фон Шерр (19.06.1856 — † 24.10.1877)
- архиепископ Антон фон Штайхеле (15.07.1878 — † 9.10.1889)
- архиепископ Антониус фон Тома (30.12.1889 — † 24.11.1897)
- архиепископ Франц Йозеф фон Штайн (12.02.1898 — † 4.05.1909)
- кардинал Франциск фон Беттингер (6.06.1909 — † 12.04.1917)
- кардинал Михаэль фон Фаульхабер (24.07.1917 — † 12.06.1952)
- кардинал Йозеф Вендель (9.08.1952 — † 31.12.1960)
- кардинал Юлиус Дёпфнер (3.07.1961 — † 24.07.1976)
- кардинал Йозеф Ратцингер (24.03.1977 — 15.02.1982)
- кардинал Фридрих Веттер (28.10.1982 — 2.02.2007)
- кардинал Рейнхард Маркс (с 30 ноября 2007 года)

## Источник
- Annuario Pontificio, Libreria Editrice Vaticana, Città del Vaticano, 2003, стр. 958, ISBN 88-209-7422-3
- Pius Bonifacius Gams, Series episcoporum Ecclesiae Catholicae, Leipzig 1931, стр. 275—276 Архивная копия от 26 июня 2015 на Wayback Machine (лат.)
- Булла Dei ac Domini Nostri / Bullarii romani continuatio, т. XV, Romae 1853, стр. 17-31 Архивная копия от 14 декабря 2013 на Wayback Machine (лат.)